# Municipio di Oudenaarde
Il Palazzo Comunale (in neerlandese: Stadhuis van Oudenaarde) è il municipio della cittadina di Oudenaarde, nella provincia delle Fiandre Orientali, in Belgio. È conosciuto come uno dei più bei municipi d'Europa e come classico esempio dello stile gotico brabantino nella sua tarda fase. All'interno dell'edificio oggi è ospitato un museo di arazzi e argenti a testimonianza delle antiche vocazioni cittadine.

## Storia e Architettura

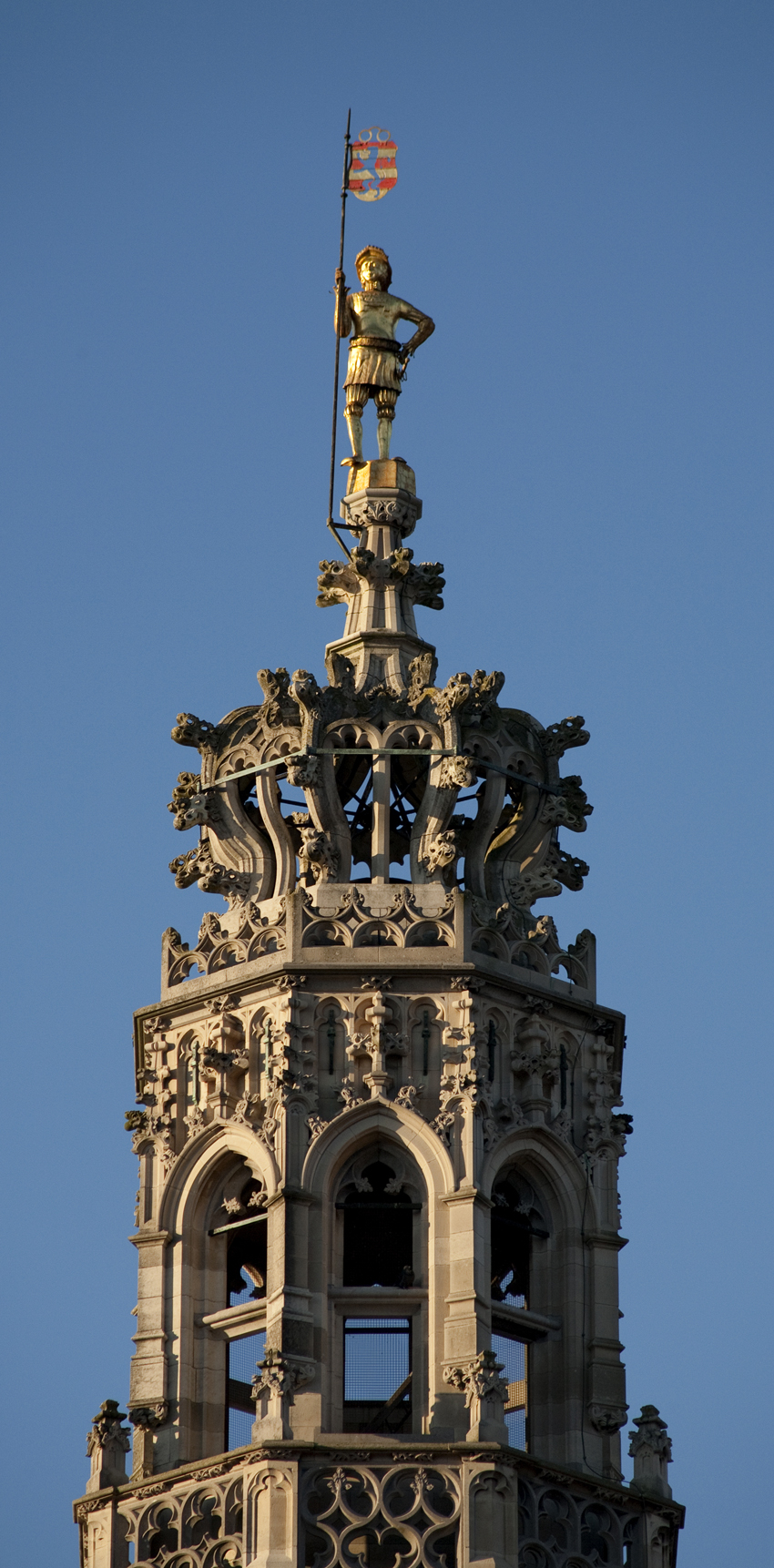
La cima della torre con la corona imperiale e la statua dorata di Hanske t'Krijger

L'edificio venne eretto sul luogo del duecentesco mercato dei tessuti, di cui ne rimane una parte sul retro, fra il 1526 e il 1537 dall'architetto bruxellese Hendrik van Pede. Venne realizzato in pietra arenaria di Balegem e presenta tre bellissime facciate a due ordini di bifore fra pinnacoli e statue coronate da grandi frontoni, quelle laterali, e dall'enorme tetto aperto da abbaini, quella centrale. Il fronte principale, su prezioso portico retto da esili colonne, è diviso in due dall'elegantissimo Beffroi ornato sulla cima dalla corona imperiate, traforata, e dalla statua in bronzo dorato del locale eroe popolare detto Hanske t'Krijger, Giovannino il Guerriero.
Secondo la leggenda di Oudenaarde, Hanske era a guardia delle porte quando la città attendeva l'arrivo dell'imperatore Carlo V, ma Hanske per aver bevuto troppo si addormentò e non vide arrivare Carlo V che trovò le porte cittadine chiuse. L'imperatore donando la Carta di Città ad Oudennarde, avrebbe aggiunto anche l'ordine di acquistare occhiali da vista alle guardie cittadine.
Il Beffroi e Municipio di Oudenaarde sono stati aggiunti il 1º dicembre 1999 dall'UNESCO nella lista del patrimonio dell'umanità come parte della registrazione del gruppo Campanili di Belgio e Francia.

### Gli interni
Diverse sale di rappresentanza compongono il palazzo, a cui sono annessi anche il Mercato dei Tessuti e il Museo. Al primo piano si trovano la Sala del Popolo, del 1882, aperta sul terrazzo porticato della facciata, decorata con affreschi neogotici, è utilizzata oggi per ricevimenti e concerti; e la Sala degli Scabini a cui si accede da una raffinata bussola rinascimentale intagliata, fra il 1533 e il 1536, dallo scultore Pauwel van der Schelden che vi realizzò già nel 1529 il grande camino gotico riccamente elaborato su mensole monumentali. Nella sala vi sono dipinti del cittadino Adriaen Brouwer (1605-38), fra cui una V eduta di Oudennarde e il ritratto di Margherita di Parma. Al secondo piano sono la Sala del Governatore dove si apre la squisita Garrieria degli Archivi rococò del 1772 arredata con severi mobili in rovere.

#### Mercato dei Tessuti
Nel retrostante, annesso, edificio duecentesco del mercato dei tessuti sono ospitate le raccolte del museo civico. Vi spiccano la collezione di 23 Arazzi di Oudennarde o Verdures, a testimonianza del suo glorioso passato come centro tessile; e le Argenterie. Oudenaarde fu anche un importante centro orafo tra il XV e il XVIII secolo. Nel museo del municipio è una magnifica collezione di argenti di Oudenaarde Ernest De Boever-Alligoridès, e stagni, integrato con gli altri pezzi d'argento europei.